# محمد صادق السعيدي
هو محمد بن الصادق السعيدي العقبي, أحد علماء الحرمين، العلامة القاضي مفتي المالكية في المدينة المنورة.

## مولده وأسرته
ولد في بلدة سيدي عقبة من أعمال بسكرة، يوم الثلاثاء السابع من ذي الحجة سنة 1289هـ، قدم والده الشيخ الصادق بن السعيدي العقبي الجزائري المولود سنة 1254هـ إلى المدينة سنة 1305هـ مهاجراً بأهله وولده، وكان رجلاً فاضلاً عالماً كاملاً، تصدى للتدريس بالمسجد النبوي الشريف، فأصبح أحد علماء المالكية، إلى أن توفى يوم الخميس الموافق 19/ 12/ 1309هـ وقد ناهز 55 سنة، ودفن في البقيع، وأعقب ثلاثة رجال، وهم : محمد الكبير المترجم له، ومحمد الصغير، وأحمد، وبنتاً اسمها فاطمة ولدت سنة 1298 هـ، تزوجت من عبد القادر بن عثمان حافظ، وكانت وفاتها سنة 1348هـ ؛ فأما محمد الكبير، فأعقب : أسعد، وعلي، وعاصم، وعصام مات صغيراً ؛ وأما محمد الصغير المولود سنة 1292 هـ، فأعقب : أبو الهدى، وبنتاً اسمها عزيزة : تزوجها أبوبكر بن عبد الله جمل الليل ؛ فأما أبوالهدى فمولده سنة 1351هـ، كان رجلاً كاملاً جميلاً، سكن مدينة جدة، وتوفي في المدينة عن غير ولد سنة 1387 هـ، وبموته أنقرض عقب محمد الصغير، والبقاء لله ؛ وأما أحمد صادق فولد في المدينة سنة 1306 هـ، وصار أميناً لبيت المال ،عرف بالتقوى والأمانة والورع، إلى أن توفي يوم السبت 25 /6/ 1392هـ، ودفن في البقيع، وأعقب : محمد، وخمس بنات, ويذكر الأستاذ محمد بن أحمد صادق ابن أخ المترجم له : انه اطلع على حجة شرعية قديمة تتضمن ان للأسرة أراضي زراعية وأملاك في مدينة قسنطينة الشهيرة ؛ ويعرفون في المدينة اليوم ببيت صادق وبعضهم بالتعريف.

## دراسته
بدء الشيخ محمد دراسته في الجزائر، وأكثر ما تعلم علي يد والده، فحفظ القرآن الكريم حتى أتمه، ثم شرح الله صدره للعلم وانكب عليه، فبدأ يتلقى مبادئ العلوم في بعض العقائد والنحو والصرف والفقه، ثم قرأ مختصر العلامة خليل في فقه المالكية بشرح الدردير، والرسالة للقيرواني، وسيرة ابن هشام المعروفة، وقطعاً لابأس بها من أشعار الصحابة، وديوان النابغة والمعلقات السبع كل ذلك في الأدب، ومال ميله على كتب الصحاح والسنن، وقرأ منها من استطاع، ثم قرأ ألفية ابن مالك بشرح ابن عقيل، ودروساً في سلم الأخضري، وعني وركز على المذ هب المالكي، فكان نابغة فيه، وعكف على موطأ الإمام مالك بشروحه، وبعض من ألفيته بشرح الأشموني، فقد قرأ كتباً كبيرة مثل موطأ الإمام مالك وصحيح مسلم، وطبقات المالكية لإبن فرحون وغيرها من الكتب كطبقات الشافعية، وطبقات الحنفية، وطبقات الحنابلة، حتى حصل على الإجازة من العلماء، وفي السادس عشر من عمره أكمل تحصيله العلمي على علماء المسجد النبوي الشريف، فتلقى العلوم على جم غفير من العلماء فيه.

## دروسه في المسجد النبوي الشريف
تصدر الشيخ محمد للتدريس في المسجد النبوي الشريف، فقرأ الكتب المفيدة، وصار من أَجَلّ العلماء وتولى إفتاء المالكية، فأخذ يدرس بعض علوم اللغة العربية والفقة المالكي ويصدر الفتوى، وطلاب العلم يلتفون من حوله في درسه القيم المكتظ بطلبة العلم وصوته الجهوري، يردد بالصدا بين سواري المسجد العظيم، فدّرس وأفاد وانتفع به العباد.

## الصادق قاضي المدينة ومفتيها
وعندما حلت الدولة السعودية وتسلمت زمام الحكم، وقامت بعمل التنظيمات الجديدة، أعيد تشكيل المحكمة الشرعية في بداية الأمر على حسب تعدد المذاهب، ثم فيما بعد جمعت على مذهب واحد، وكان التعيين بترشيح من رئيس القضاة آنذاك الشيخ عبد الله بن بليهد وهو على النحو الآتي : تعيين الشيخ إبراهيم البري قاضي المدينة ومفتي الأحناف، الشيخ محمود شويل أمين الفتوى ووكيل رئيس القضاة، الشيخ محمد صادق نائب القاضي ومفتي المالكية، الشيخ زكي البرزنجي نائب القاضي ومفتي الشافعية، الشيخ حميدة بن الطيب وكيل القاضي ومفتي الحنابلة، وذلك بتاريخ 29 رمضان 1344هـ 
ومن أشهر قضاة المحكمة الشرعية بالمدينة خلال بدايات العهد السعودي المشايخ التالية أسماؤهم : إبراهيم البري, زكي البرزنجي, حميدة بن الطيب، محمد بن علي التركي، أحمد الكماخي، محمد نور الكتبي الحسني، عبد الله بن عبد الوهاب الزاحم الكبير، أحمد بساطي، عبد الحفيظ بن عبد المحسن الكردي الكوراني، عبد الله صالح الخليفي، عبد العزيز بن صالح الصالح، محمد بن عبد المحسن الخيال, عبد القادر بن أحمد الجزائرلي، الشيخ محمدالحافظ.

## الصادق وفتوى هدم القباب المبنية في البقيع
كان الشيخ محمد أحد العلماء الموقعين على فتوى علماء المدينة الصادرة عام 1344هـ، والفتوى الملحقة بها الصادرة عام 1345هـ ووالتي أيد فيها علماء المدينة هدم القباب المبنية على الأضرحة في البقيع, والعلماء هم : وكيل رئيس القضاة وأمين الفتوى محمود شويل، قاضي المدينة ومفتي الحنفية إبراهيم البري، نائب القاضي ومفتي المالكية محمد صادق السعيدي العقبي، مفتي الشافعية زكي البرزنجي، وكيل مفتي الحنابلة ونائب القاضي حميده بن الطيب، ألفا هاشم، نائب الحرم محمد الإخميمي، محمد العمري، محمد بن علي التركي، نائب القاضي سابقًا ومسود الفتوى حينه أحمد بساطي، قاضي المدينة سابقًا عمر كردي، قاضي المدينة سابقًا أحمد كماخي، الميلود بن أبي بكر، سعيد بن صديق الفوتي، محمد البشير أخو الفا هاشم، محمد صقر، محمدالطيب التمبكتي، خليل الفلاتي.

## محمد الصادق شاعراً
وكان الشيخ محمد صادق شاعراً فحلاً، قوي الشعر، جلي المعاني، وامتاز شعره بالمدح والثناء، وكانت كتابته نثريه، ومن شعره القصيدة التي القها أمام الملك عبد العزيز في إحدى رحلاته مع الوفد المدني الذي كان مغادراً المدينة للسلام عليه ومبايعته، وذلك في عام 1344هـ، ووقال فيها:
وله قصيدة أخرى ألقاها أمام الملك عبد العزيز في مكة أيضا، وقال فيها :
ومن شعره

## الصادق مع وفود أهل المدينة
كان الشيخ محمد من أعيان المدينة ورجالها المعدودين، ابيض اللون طويل القامة نحيفاً جميلاً مهاباً، حسن الملبس، يرتدي لباس العلماء ؛انتخب ضمن الوفد المدني المسافر إلى مكة المكرمة عام 1344هـ للسلام وتقديم المبايعة للملك عبد العزيز وقد تكون الوفد من : عبد الجليل المدني، سعود دشيشه، محمد حسن السمان، محمود عبد الجواد، إبراهيم هاشم، محمدالإخميمي، محمد الصادق.
وفي عام 1347هـ انتخب الشيخ محمد أيضاَ ضمن الوفد المدني المسافر إلى مكة المكرمة للسلام على الملك عبد العزيز، وقد تكون الوفد من وجهاء وأعيان المدينة، وهم : عبد الجليل المدني، عبيد مدني، أمين مدني، سعود دشيشة, ذياب ناصر، عبد العزيز الخريجي، محمد صادق السعيدي.
ولما عاد الوفد المنتدب سنة 1347هـ، نظم السيد علي حافظ قصيدة رحب فيها بعودة خاله الشيخ محمد صادق، وقال:

## وفاته
وعندما أذنت ساعة الموت توفاه الله عزوجل في يوم الخميس الموافق التاسع والعشرون من شهر ذي القعدة سنة 1349هـ وكان عمره عند وفاته 60عام.